# Знайденова, Оксана Валерьевна
Оксана Валерьевна Знайденова (род. 16 апреля 1983, Могилёв) — белорусская футболистка, полузащитник. Выступала также в соревнованиях по мини-футболу. Мастер спорта Украины и Белоруссии.

## Клубная карьера
Футболом начала заниматься в 1997 году, когда ей было 13 лет. Начинала свою карьеру в 1996 году в клубе «Надежда-Лифтмаш» в родном Могилёве.
В 2005 года переехала в Украину, в том же году дебютировала в женском чемпионате Украины. В 2006 году перешла в «Нефтехимик», дебютными голами за который отметилась на 20, 30, 42 и 85-й минутах победного (12:0) домашнего поединка первого тура чемпионата Украины против столичного «Атекса». В команде провела три сезона, отличилась 23 голами в чемпионате Украины. В составе Нефтехимика в 2007 году выиграла чемпионат Украины, ещё дважды становилась бронзовым призёром чемпионата Украины.
В 2009 году перешла к «Жилстрой-1», за который дебютировала 11 мая 2009 в проигранном (0:1) выездном поединке третьего тура чемпионата Украины против черниговской «Легенды» . Оксана вышла на поле на 62-й минуте, заменив Галину Михайленко. Дебютным голом в футболке харьковского клуба отличилась 18 октября 2009 на 76-й минуте победного (8:0) выездного поединка 13-го тура чемпионата Украины против киевского «Атекса» . Знайденова вышла на поле на 63-й минуте, заменив Таисию Нестеренко. В команде отыграла 10 сезонов, за это время в чемпионате Украины отметилась 24 голами в 85 поединках. По окончании сезона 2017—2018 годов покинула «Жилстрой-1».

## Карьера в сборной
Вызывалась к молодёжную сборную Белоруссии младше 19 лет, за которую дебютировала 9 сентября 2000 в проигранном (1:2) поединке чемпионата Европы против ровесников из Словении.

## Достижения
«Надежда-Лифтмаш»
- Чемпионат Белоруссии
  - Серебряный призёр (1): 2005
  - Бронзовый призёр (1): 2004
- Кубок Белоруссии
  - Обладатель (1): 2004
- Суперкубок Беларуси
  - Обладатель (1): 2005

«Нефтехимик» (Калуш)
- Высшая лига чемпионата Украины
  - Чемпион (1): 2007
  - Бронзовый призёр (2): 2006, 2008

«Жилстрой-1»
- Высшая лига чемпионата Украины
  - Чемпион (6): 2011, 2012, 2013, 2014, 2015, 2018
  - Серебряный призёр (4): 2009, 2010, 2016, 2017
- Кубок Украины
  - Обладатель (7): 2010, 2011, 2013, 2014, 2015, 2016, 2018
  - Финалист (1): 2009

## Выступления в командах по мини-футболу
Чемпионка Белоруссии по мини-футболу и футзалу (2002). Участвовала в Лиге Чемпионов. В 2003 году в чемпионате Белоруссии по мини-футболу среди женских команд выступала в составе команды «Надежда-Толока».

## Личная жизнь
Сестра-близнец Светлана также футболистка. Старший брат Дмитрий способствовал занятиям сестёр футболом. Хобби — танцы.